# Українське питання (книга, 1914)
«Українське питання» (рос. дореф. Украинскій вопросъ) — анонімний збірник наукових праць української інтелігенції, вперше опублікований 1914 року російською мовою в Москві. Збірник був двічі перевиданий з доповненнями: 1915 та 1917 року.
Збірник був розрахований на російську аудиторію та мав на меті ознайомити росіян з основними тезами історичної законності отримання незалежності Україною, зокрема шляхом пояснення росіянам окремішності українською національної ідентичності, української мови та української культури загалом.
Видання книги стало можливим завдяки зусиллям співробітників московського журналу «Украінская Жизнь» (укр. Українське життя). Статті у збірнику були анонімними й позначені просто як "укладені працівниками журналу "Українське Життя", однак справжніми авторами були Леонід Жебуньов, Петро Стебницький та Олександр Лотоцький.
В радянський час книга знаходилася під забороною. Вперше збірник було перекладено та видано українською публіцистом Миколою Тимошиком у 1997 році.

## Історія видання
У 1911 році серед членів української секції московського товариства слов'янської культури виникає ідея заснувати в Москві український російськомовний журнал. Того ж року відомий громадський діяч Леонід Жебуньов пропонує Сергію Єфремову написати книжку «по національному питанню».
У 1912 виходить перший номер журналу під назвою «Украінская Жизнь» (укр. Українське життя). Основним завданням видання стало привернення уваги російської інтелігенції до українського руху. У цьому ж році на сторінках журналу було уміщено у формі анкетного опитування послання до відомих російських демократичних діячів щодо ставлення до «українського питання». Перше питання цієї анкети звучало так: «Чи цікавилися ви українським питанням?». Серед російської інтелігенції на анкету відгукнулися зокрема: Іван Бодуен де Куртене, Володимир Короленко, Максим Горький та інші діячі. Майже всі, хто відгукнувся і надіслав редакції журналу відповіді, визнали існування українського питання і його значимість. У негативному ключі висловився лише князь Євген Трубецькой, який поставив під сумнів існування української національності взагалі. Публікація відповідей від російської інтелігенції на своєрідне дистанційне анкетування відбувалося аж до 1914 року.
Після привернення достатньої уваги до українського питання, співробітники журналу вирішують опублікувати цілісний збірник матеріалів відомих українських діячів з більш детальним та широким висвітленням українського питання, в тому числі у розрізі віків. У 1914 році 133 сторінкове перше видання книги виходить у Санкт-Петербурзі. Статті у збірнику були анонімними й позначені просто як "укладені працівниками журналу "Українське Життя", однак справжніми авторами були Леонід Жебуньов, Петро Стебницький та Олександр Лотоцький.
У 1915 році з доповненнями, зумовленими тогочасними подіями, вийшло друге видання обсягом 162 сторінки, а у 1917 році - третє доповнене й перероблене видання обсягом 191 сторінки. Після виходу цього останнього видання журнал «Украінская Жизнь» припинив своє існування.

## Заборона на розповсюдження книги в СРСР
Унаслідок встановлення радянської влади в Україні у 1919 році увесь наклад всіх видань звідусіль було конфісковано та знищено. Попри це, кілька примірників все ж потрапили до спецфондів, й згодом примірники 1-го, 2-го та 3-го видань було знайдено після розпаду СРСР у київські Національній бібліотеці імені Ярослава Мудрого (колишня бібліотека КПРС). Окрім того, примірники всіх трьох видань збереглися у бібліотеках великих західних університетів.

## Видання-першодруки та основні предруки
Першодруки
- Украинскій вопросъ. Составленньій сотрудниками журнала «Украинская жизнь». СПб: Тип. Н. Я. Стойковой, 1914. 133 с.
- Украинскій вопросъ. Составленньій сотрудниками журнала «Украинская жизнь». Москва: Задруга, 1915. 162 с. ( 2-е изд.)
- Украинский вопрос. Составленньій сотрудниками журнала «Украинская жизнь». Москва: Задруга, 1917. 191 с. (3-е изд.)

Передруки
- Олександр Лотоцький, Петро Стебницкий, [Леонид Жебуньов]. Украинский вопрос // Петро Стебницький. Вибрані твори. Київ: Темпора, 2009. 632 стор.: С. 287-414. ISBN 978-966-8201-64-6

## Переклади українською
У 1997 році збірку було перекладено українською публіцистом Миколою Тимошиком й видано заходами Міжнародного освітнього фонду імені Ярослава Мудрого у київському видавництві імені Олени Теліги.
- Українське питання. Переклад, упорядкування, передмова та примітки: Микола Тимошик. Київ: Видавництво ім. Олени Теліги. 1997. 218 стор. ISBN 966-7018-18-0